# ليلة في المتحف: سر قبر
ليلة في المتحف: سر قبر (بالإنجليزية: Night at the Museum: Secret of the Tomb) هو فيلم تم إنتاجه في الولايات المتحدة وصدر يوم 19 ديسمبر 2014. الفيلم من إخراج شون ليفي.

## بطولة
- بن ستيلر
- ريبيل ويلسون
- روبن ويليامز
- بن كينغسلي
- أوين ويلسون

## القصة
تدور أحداث الفيلم حول لاري (بين ستيلر) حارس المتحف الذي يترك نيويورك ويذهب في رحلة حول الكرة الأرضية، من أجل توحيد بعض الشخصيات الجديدة والمفضلة من خلال ملحمة تسعى لإنقاذ السحر قبل أن ينتهي إلى الأبد

## الممثلون والشخصيات
| - بن ستيلر: لاري دالي - لاا ( النياندرتال) - روبن ويليامز: الرئيس الأمريكي ثيودور روزفلت - أوين ويلسون: راعي البقر جيديدية - ستيف كوجان: القائد الروماني أوكتافيوس - ريكي جيرفيه: دكتور ماكفي مدير المتحف - راشيل هاريس مادلين فيليبس رئيسة المتحف. - دان ستيفنز: السير لانسلوت أحد فرسان المائدة المستديرة - ريبيل ويلسون: تيللي حارسة الأمن الليلي في المتحف البريطاني - سكيلر جيسوندو: نيكي لاري دالي - رامي مالك : أخمن رع، الفرعون الشاب. - باتريك غالاغر القائد أتيلا الهوني آخر حكام الهون - ميزيو بيك: ساكاجاويا امرأة من قبيلة ليمهي شوشون - بن كينغسلي: الفرعون المصري ميرينخار والد اخمن رع - ديك فان ديك: سيسيل "سي جي " فريدريك، الحارس المتقاعد - بيرسي هاين وايت: سي جي الصغير - ميكي روني: جيس الحارس المتقاعد . - بيل كوبس: ريجينالد الحارس المتقاعد. - أندريا مارتن: روز، موظفة الأرشيف بالمتحف. - برينان إليوت: والد سي جي عام 1938 . - مات فريوير:أرشيبالد ستانلي، عالم الآثار الذي يرافق روبرت وسيسيل في 1938. - أنجالي جاي: الملكة الفرعونية شيفتسهرت والدة أخمن رع. - القرد كريستال : ديكستر القرد الكبوشاواتي |

### أصوات
- روبن ويليامز: التمثال جارودا
- براد غاريت : التمثال :مواي
- ريجينا توفين صحفية نيويورك.

## روابط خارجية
- ليلة في المتحف: سر قبر على موقع IMDb (الإنجليزية)
- ليلة في المتحف: سر قبر على موقع ميتاكريتيك (الإنجليزية)
- ليلة في المتحف: سر قبر على موقع الموسوعة البريطانية (الإنجليزية)
- ليلة في المتحف: سر قبر على موقع روتن توميتوز (الإنجليزية)
- ليلة في المتحف: سر قبر على موقع نتفليكس (الإنجليزية)
- ليلة في المتحف: سر قبر على موقع قاعدة بيانات الأفلام العربية
- ليلة في المتحف: سر قبر على موقع ألو سيني (الفرنسية)
- ليلة في المتحف: سر قبر على موقع Turner Classic Movies (الإنجليزية)
- ليلة في المتحف: سر قبر على موقع أول موفي (الإنجليزية)
- ليلة في المتحف: سر قبر على موقع بوكس أوفيس موجو (الإنجليزية)